# فورونيجسكايا (كراسنودار كراي)
فورونيزهسكايا (بالروسية: Воронежская) هي مدينة في مقاطعة كراسنودار كراي في روسيا.